# (15600) 2000 GY103
A (15600) 2000 GY103 a Naprendszer kisbolygóövében található aszteroida. A LINEAR projekt keretében fedezték fel 2000. április 7-én.